# Bečka državna opera
Bečka državna opera (njem. Wiener Staatsoper, raniji naziv k.k. Hofoper) jedna je od znamenitosti na bečkom Ringu, najvažnija operna kuća Beča i jedna od najpoznatijih na svijetu. Nalazi se u samom središtu Beča u neposrednoj blizini čuvenog muzeja Albertina i Hotela Sacher. Među članovima orkestra ove čuvene operne kuće odabiru se i novi članovi Bečkih filharmoničara.
Zgrada Opere na bečkoj Ringstraße počela se graditi krajem 1861. godine i u potpunosti je sagrađena 1869. prema nacrtima bečkih arhitekata Augusta Sicarda von Sicardsburga i Eduarda van der Nülla u stilu neorenesanse. Još za vrijeme izgradnje, izgled i stil Bečke opere izazvao je brojna negodovanja i kritike suvremenika. Monumentalnost same Opere s jedne strane nije dolazila do izražaja zbog još veće monumentalnosti zgrade Heinrichshof koja joj se nalazila nasuprot do rušenja u bombardiranjima tijekom Drugog svjetskog rata. Kako je tijekom izgradnje Opere i razina Ringa podignuta za cijeli metar, još nedovršena Opera dobila je pogrdni nadimak "potonuli sanduk". Razočarani graditelji Opere nisu ni doživjeli njezino otvorenje: prvi je umro van der Nüll, a točno deset tjedana kasnije i Sicardsburg.
Bečka državna opera svečano je otvorena izvedbom Mozartove opere Don Giovanni dana 15. svibnja 1869. godine. 1920. godine naziv "k.k. Hofoper" promijenjen je u "Staatsoper".

## Vanjske poveznice

### Sestrinski projekti
|  | Zajednički poslužitelj ima još gradiva o temi Bečka državna opera |

### Mrežna mjesta
- Službene stranice Bečke državne opere